# Kabupaten de Berau
Le kabupaten de Berau, en indonésien Kabupaten Berau, est un kabupaten de la province indonésienne de Kalimantan oriental dans l'île de Bornéo. Sa superficie est de 34 127,47 km2 et sa population de 179 444 habitants, ce qui donne une densité d'à peine 5,3 hab./km2.

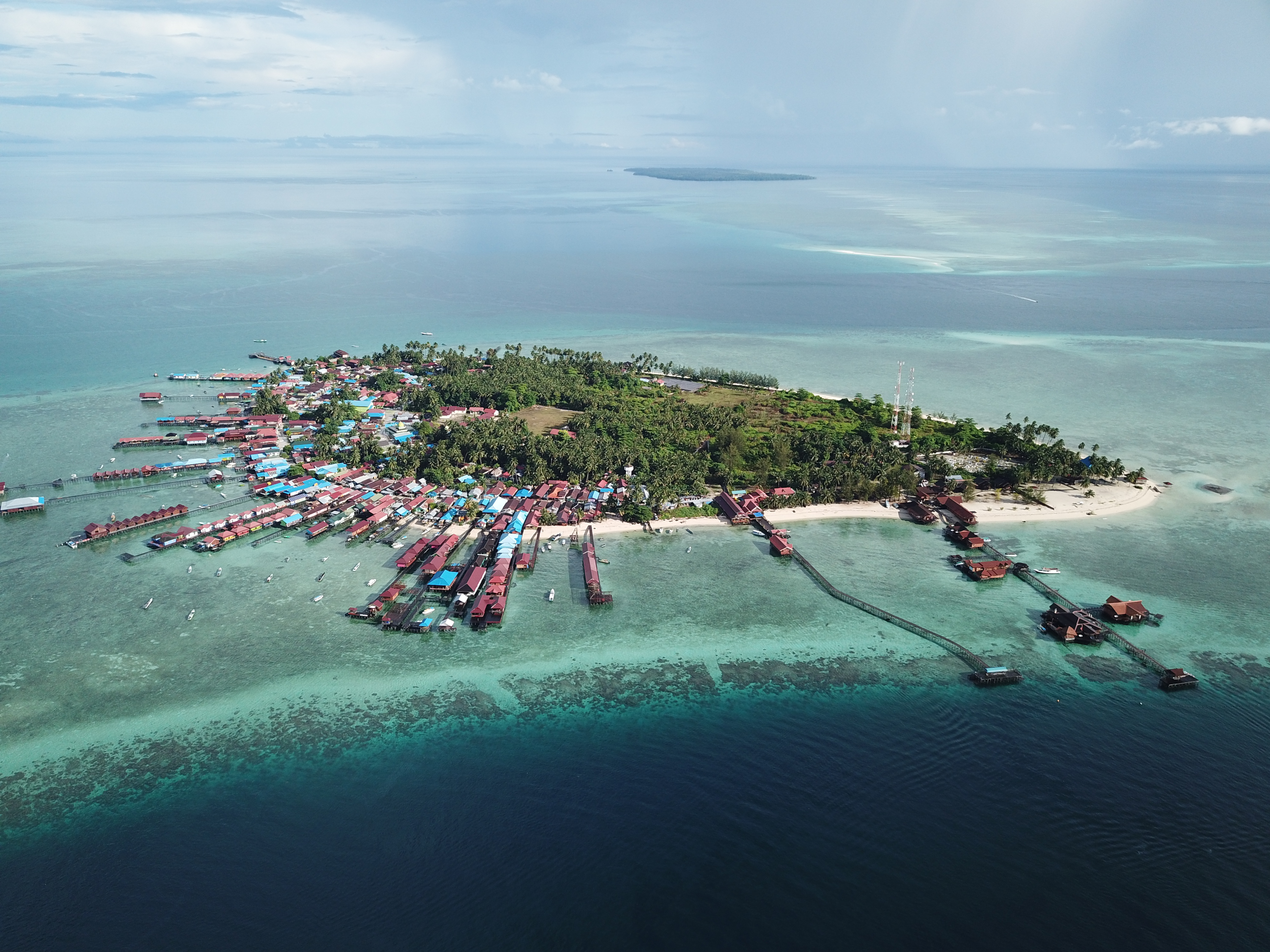
Vue aérienne de l'île de Derawan

Son chef-lieu est Tanjung Redeb.

## Géographie
Les principales rivières sont la Segah et la Kelai.
Plus de 80 espèces d'arbres de Berau sont inscrites comme menacées sur la liste de la World Conservation Union (IUCN).
Le golfe de Berau, qui fait partie de la mer de Célèbes, est situé sur une importante route de migration de mammifères marins.
Parmi les espèces animales de Berau menacées ou en danger on trouve :
- l'orang-outan ;
- le singe proboscis ;
- l'ours ;
- le gibbon ;
- le banteng (bos javanicus).

La barrière de corail de Berau, située à 60 kilomètres au large de la péninsule de Berau,  est considérée comme un des plus importants sites marins d'Indonésie.
Les îles Derawan font partie d'un parc marin.

## Histoire
Berau était autrefois le siège de deux principautés, Gunung Tabur sur la Segah et Sambaliung sur la Kelai.
Le palais de Gunung Tabur est aujourd'hui un musée contenant divers objets royaux dont un trône, ainsi qu'un canon et des céramiques trouvés dans la forêt alentour.

## Économie
Berau possède un aéroport (code AITA : BEJ). La ville est reliée par un vol quotidien en CASA-212 de la compagnie Dirgantara Air Service à Balikpapan, le centre économique de Kalimantan oriental.

## Culture
Le premier et célèbre roman de Joseph Conrad, La Folie Almayer, publié en 1895, se déroule entièrement à Berau, en particulier à Tanjung Redeb.